# Ришка надбискупија
Ришка надбискупија (лет. Archiepiscopatus Rigensis, нисконемачки Erzbisdom Riga) је била надбискупија у средњовековној Ливонији, под управом Свете столице. Она је основана 1186. године као Ливонска бискупија у Икшкили, потом је премештена у Риги и постаје Ришка бискупија 1202. године а подигнута је на ранг надбискупије 1255. године.

## Ришка надбискупија
Ришки надбискупи били су световни владари Риге до 1561. године када је спроведена протестантска реформација. Територија је прешла из католицизма у лутеранизам и све црквене територије су секуларизоване. Бискупска столица је обновљена као бискупија католичке цркве у 1918. години а подигнута је на ранг надбискупије 1923.

## Ковница новца
Ришка надбискупија је била иноватор у области ковања новца, оживели су технике ковања које су биле заборављене од пропасти Римског царства. Имена појединих надбискупа након 1418. године, као и година њихове владавине, штампане су на ливонским пенијима који су пронађени на археолошким налазиштима. У највећем броју случајева ово су једини доступни биографски подаци. Није пронађен ни један ливонски пени искован пре 1418. године.